# Paolo Bettini

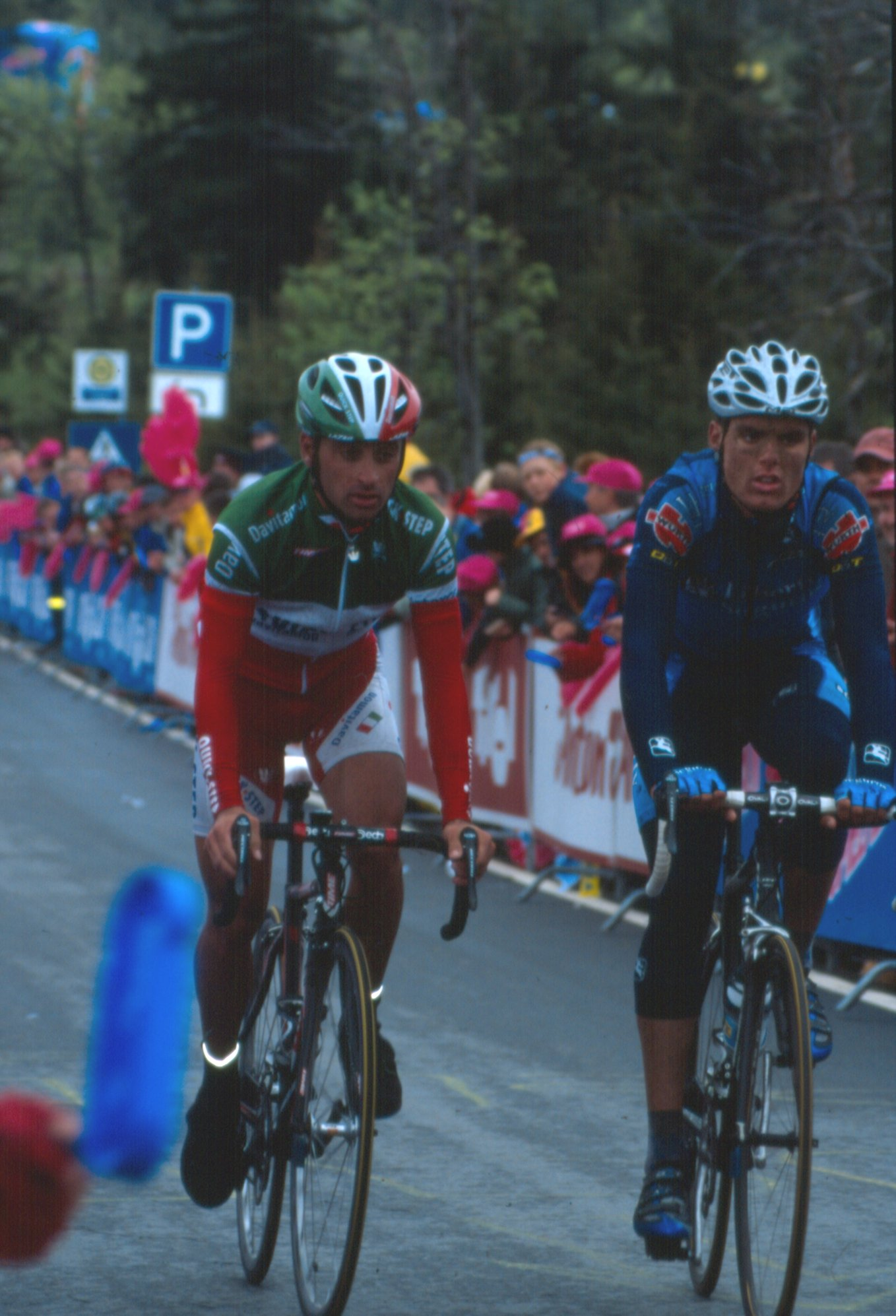
Paolo Bettini (links) bei der Deutschlandtour 2004

Paolo Bettini (* 1. April 1974 in Cecina, Italien) ist ein ehemaliger italienischer Radrennfahrer und Trainer.

## Karriere
Bettini gilt als einer der besten Rennfahrer seiner Generation für schwere Eintagesrennen, der durch seine Qualitäten als Puncheur zahlreiche Rennen gewinnen konnte. Sein Spitzname il Grillo, die Grille, erwarb er durch  seine Fähigkeit, einem Feld wie im Sprung davonzufahren.
Während seiner Karriere gewann Bettini fünf Monumente des Radsports, nämlich einmal Mailand–Sanremo sowie je zweimal Lüttich–Bastogne–Lüttich und die Lombardei-Rundfahrt. Er wurde 2004 bei den Olympischen Sommerspielen in Athen Olympiasieger im Straßenrennen und in den Jahren 2006 und 2007 Straßenweltmeister. Seine Stärke bei den Klassikern unterstrich er durch den dreifachen Gesamtsieg beim Rad-Weltcup.
Acht Tage nach dem Sieg bei den Weltmeisterschaften 2006 in Salzburg verunglückte Bettinis Bruder Sauro, zu dem er eine sehr enge Beziehung hatte, bei einem Autounfall tödlich. Bettini dachte ans Karriereende, doch seine Familie überredete ihn weiterzumachen. Zwei Wochen später startete Bettini bei der Lombardei-Rundfahrt und gewann den bedeutenden Herbstklassiker nach 2005 zum zweiten Mal. Bettini widmete diesen Sieg seinem Bruder.
Im Vorfeld der Straßen-Radweltmeisterschaften 2007 weigerte sich Paolo Bettini, die vom Radsport-Weltverband UCI geforderte Ehrenerklärung ohne Vorbehalte zu unterzeichnen. Es gab die Auffassung, dies sei Voraussetzung für den WM-Start, und die Vereinbarung zwischen UCI und der Stadt Stuttgart als WM-Veranstalter sehe vor, Rennfahrer ohne eine unterzeichnete Ehrenerklärung nicht starten zu lassen. Nachdem das Organisationskomitee der WM erfolglos eine einstweilige Verfügung gegen den Start von Paolo Bettini beim Landgericht Stuttgart beantragt hatte, konnte er schließlich starten.
Auf der Bahn gewann er 2008 das Sechstagerennen von Mailand. Mit Ablauf der Saison 2008 beendete Bettini seine Laufbahn als Aktiver.
Im Mai 2010 wurde Bettini als Nachfolger des im Februar 2010 tödlich verunglückten Franco Ballerini neuer Commissario Tecnico – Trainer – der italienischen Straßennationalmannschaft und blieb in dieser Funktion bis Ende der Saison 2013.

## Erfolge
1998
- eine Etappe Tour de Romandie

1999
- eine Etappe Tirreno–Adriatico
- eine Etappe Memorial Mario Gori
- eine Etappe Galicien-Rundfahrt
- Gesamtwertung und eine Etappe Giro della Provincia di Lucca

2000
- Trofeo Soller-Port de Soller
- Lüttich–Bastogne–Lüttich
- eine Etappe Tour de France

2001
- zwei Etappen Tour de Langkawi
- Meisterschaft von Zürich
- Coppa Placci
- eine Etappe Giro della Provincia di Lucca
- Weltmeisterschaften Straßenrennen

2002
- Gesamtwertung und zwei Etappen Giro Riviera Ligure Ponente
- eine Etappe Tirreno–Adriatico
- Lüttich–Bastogne–Lüttich
- Gesamtwertung und eine Etappe Tour de la Région Wallonne
- Gesamtwertung und zwei Etappen Giro della Liguria
- Latium-Rundfahrt
- Coppa Sabatini
- eine Etappe Giro della Provincia di Lucca
- UCI-Weltcup

2003
- Gesamtwertung und Punktewertung Mittelmeer-Rundfahrt
- Mailand–Sanremo
- Italienische Straßenmeisterschaft
- HEW Cyclassics
- Clásica San Sebastián
- UCI-Weltcup
- Weltranglistenerster zu Saisonende

2004
- eine Etappe Mittelmeer-Rundfahrt
- Gesamtwertung und zwei Etappen  Tirreno–Adriatico
- eine Etappe Tour de Suisse
- GP Città di Camaiore
- Olympisches Straßenrennen
- eine Etappe Circuit Franco-Belge
- UCI-Weltcup

2005
- eine Etappe und Punktewertung Giro d’Italia
- eine Etappe Vuelta a España
- Meisterschaft von Zürich
- Lombardei-Rundfahrt

2006
- Trofeo Soller
- GP Lugano
- zwei Etappen Tirreno–Adriatico
- eine Etappe und Punktewertung Giro d’Italia
- Italienische Straßenmeisterschaften
- eine Etappe Vuelta a España
- Straßen-Weltmeisterschaften
- Lombardei-Rundfahrt

2007
- eine Etappe Kalifornien-Rundfahrt
- eine Etappe Vuelta a España
- Straßen-Weltmeisterschaften

2008
- eine Etappe Österreich-Rundfahrt
- Trofeo Matteotti
- eine Etappe Tour de Wallonie
- zwei Etappen Vuelta a España

## Grand-Tour-Platzierungen
| Grand Tour            | 1997 | 1998 | 1999 | 2000 | 2001 | 2002 | 2003 | 2004 | 2005 | 2006 | 2007 | 2008 |
| --------------------- | ---- | ---- | ---- | ---- | ---- | ---- | ---- | ---- | ---- | ---- | ---- | ---- |
| Giro d’ItaliaGiro     | 25   | 7    | 44   | –    | –    | DNF  | –    | –    | 38   | 56   | 41   | 19   |
| Tour de FranceTour    | –    | –    | –    | DNF  | 70   | –    | 48   | 58   | –    | DNF  | –    | –    |
| Vuelta a EspañaVuelta | –    | –    | 32   | –    | –    | –    | –    | –    | DNF  | DNF  | DNF  | DNF  |

## Auszeichnungen
- Komtur des Verdienstordens der Italienischen Republik 2004
- Vélo d’Or 2006